# Jay Fai
Jay Fai (in thailandese เจ๊ไฝ, conosciuto anche con il nome di Raan Jay Fai, trad. "negozio di Jay Fai") è un ristorante street-food situato a Bangkok, il cui nome deriva dal soprannome del suo proprietario, Supinya Junsuta (in thailandese สุภิญญา จันสุตะ). Il ristorante serve principalmente piatti di pesce cucinati con il wok, ed è molto apprezzato nonostante i prezzi elevati. Nel 2018 ha ricevuto una stella nella Guida Michelin inaugurale di Bangkok .

## Storia
Jay Fai nacque nel 1945 da genitori cinesi immigrati in Thailandia, venditori di kuaitiao khua kai (in thailandese ก๋วยเตี๋ยวคั่วไก่, ovvero "noodles di pollo"). Fai non era una brava cuoca e imparò il mestiere dalla sorella minore. Lavorò come sarta per diversi anni, fin quando un incendio la costrinse a cucinare per vivere quando aveva circa trent'anni.
Aprì il ristorante nel 1980 e inizialmente serviva solo jok (versione thailandese del congee) e piatti di noodles come il kuaitiao khua kai e il rat na, basandosi sulle ricette della madre. Successivamente iniziò a sperimentare le proprie ricette, aggiungendo i frutti di mare nei suoi piatti e altri ingredienti costosi e ricercati. Il progressivo miglioramento di Fai ha portato al ristorante un flusso costante di clientela, ed è diventato uno dei più famosi della città.

## Luogo

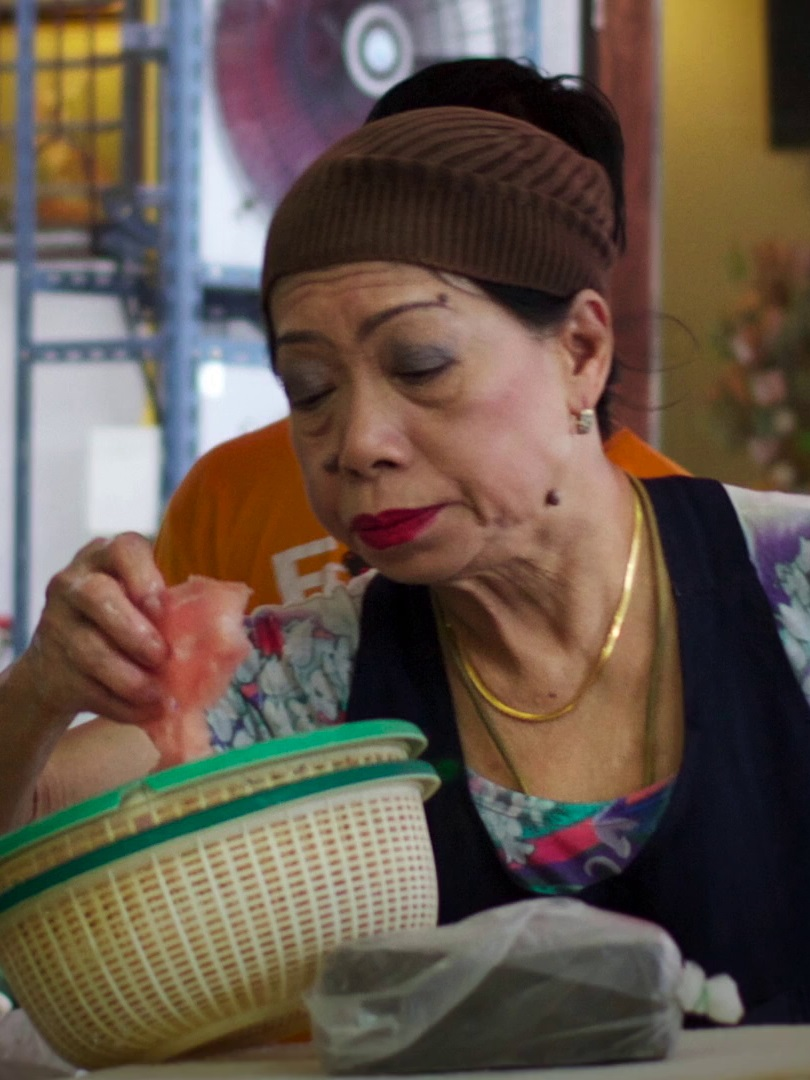
Jay Fai, la proprietaria e chef del ristorante, nel 2013

Il ristorante è situato a Maha Chai Road. nel quartiere di Samran Rat, nel distretto di Phra Nakhon. È all'aperto ed è decorato a malapena con piastrelle verdi sui muri, mentre i tavoli sono semplici e hanno sgabelli per sedersi. La cottura dei piatti avviene sul lato stradale del locale, dove i muri si aprono e creano uno spazio sufficiente per la tipica cottura sui carboni effettuata da Fai. La proprietaria lavora sei giorni a settimana come unico chef del locale, e indossa dei caratteristici occhiali da sci mentre lavora.
Jay Fai si procura gli ingredienti da diversi fornitori, avendo molta cura della qualità. Ciò si ripercuote anche sui prezzi dei piatti, molto più alti di qualsiasi altro streed-food della zona. Il piatto tipico del locale è un'omelette alla carne di granchio, il cui costo si aggira intorno ai 1 000 baht.

## Accoglienza
Il ristorante è stato famoso tra gli appassionati di cibo per decenni. In una recensione del 1999, il critico gastronomico del Bangkok Post Ung-aang Talay (Bob Halliday) ha descritto Jay come «uno dei sempre più rari Mozart dei noodle che riesce a trasformare un piatto semplice in un vero capolavoro della cucina locale». Una cliente famosa è stata Martha Stewart, che ha definito Fai «la miglior cuoca della Thailandia».
Nel dicembre 2017, la Guida Michelin ha pubblicato la guida inaugurale di Bangkok 2018, nella quale il ristorante ha ricevuto una stella. Fu uno dei pochi locali di street-food al mondo a essere premiato, assieme ad altri situati a Hong Kong e Singapore, per testimoniare la diversificazione dell'assegnazione delle stelle dalla guida, riservate abitualmente a ristoranti raffinati.